# أرطاة باكوية
أرطاة باكوية (الاسم العلمي: Calligonum bakuense)، شجيرة من جنس الأرطاة، تستوطن أذربيجان. لها أزهار وردية وتنمو على الرمال الساحلية على طول شاطئ بحر قزوين، ويصل ارتفاعها إلى 1.5 متر. يقتصر موئلها على شبه جزيرة أبشيرون. والاسم العلمي للنوع سُمي على مدينة باكو.
أُدرج هذا النوع في الكتاب الأحمر لأذربيجان لعام 1989 وفي القائمة الحمراء للنباتات المهددة بالانقراض الصادرة عن الاتحاد الدولي لحفظ الطبيعة والموارد الطبيعية لعام 1997.